# Barton-upon-Humber
Barton-upon-Humber este un oraș în comitatul Lincolnshire, regiunea Yorkshire and the Humber, Anglia. Orașul se află în districtul unitar North Lincolnshire.